# Touroukoro (Di)
Pour les articles homonymes, voir Touroukoro.
Touroukoro est une commune rurale située dans le département de Di de la province du Sourou dans la région de la Boucle du Mouhoun au Burkina Faso.

## Santé et éducation
Le centre de soins le plus proche de Touroukoro est le centre de santé et de promotion sociale (CSPS) de Di tandis que le centre médical avec antenne chirurgicale (CMA) de la province se trouve à Tougan. Le village est situé en bordure de la rivière Sourou et de la zone marécageuse environnante. Cette situation entraine des problèmes sanitaires avec une population infantile sujette à une très forte prévalence (près de 45 % des 0-16 ans) de parasitoses diverses.